# Пауль Ґюнтер
Пауль Ґюнтер (нім. Paul Günther, 24 жовтня 1882 — 1 січня 1945) — німецький стрибун у воду.
Олімпійський чемпіон 1912 року.